# BS Большого Пса
BS Большого Пса (лат. BS Canis Majoris) — двойная затменная переменная звезда типа W Большой Медведицы (EW) в созвездии Большого Пса на расстоянии приблизительно 5613 световых лет (около 1721 парсека) от Солнца. Видимая звёздная величина звезды — от +12,6m до +12,15m. Орбитальный период — около 0,5599 суток (13,439 часов).